# Повърхностно активни вещества
Повърхностно активните вещества (ПАВ) са химични съединения, които, като се концентрират върху повърхността на границата между термодинамичните фази, предизвикват намаляване на повърхностното напрежение. Те са голяма и разнородна категория химични съединения (обикновено с органичен произход), чиито молекули съдържат групи с различна структура и противоположна склонност към разтворимост във вода. Те са разтворими както в органични разтворители, така и във вода.
Разтворени в течност, тези вещества се адсорбират на границата между течността и фаза, намираща се в контакт с тях (въздух, друга течност, твърдо тяло), намаляват повърхностното напрежение и променят свойствата на фазата, т.е. проявяват повърхностна активност.
ПАВ се разделят в няколко основни категории в зависимост от електричния заряд на активните им групи:
- йонни:
  - анионни, в които активните групи са аниони (сапуни, например натриев стеарат),
  - катионни, в които активните групи са положително заредени съединения с обща формула NR4OH (четвъртични амониеви съединения),
  - цвитерйонни (с амфотерни свойства),
- нейонни, които са продукти на кондензацията на висши алкохоли с епоксиетан и др.[1]

Повърхностно активните вещества имат миещи, разпенващи, мокрещи, диспергиращи и емулгиращи свойства. Те намират широко приложение в производството на миещи препарати (детергенти), омекотители, бои, лепила, мастила, смазки, избелващи вещества, селскостопански химикали (хербициди, инсектициди), дезинфектанти, балсами за коса, спрей за пожарогасители и други.
За някои от повърхностно активните вещества е известно, че са токсични към екосистемите, животните и човека и способстват разсейването на други замърсители на околната среда. Въпреки това, такива вещества непрекъснато биват отлагани в почвата и водните басейни по множество различни начини, било целенасочено или с отпадните продукти от производствените и домакински дейности. Пример за резултата от използването на детергенти в бита и достигането им чрез канализацията до водни басейни е еутрофикацията и нарушаването на равновесието във водните екосистеми.